# تيم ميلر (فنان أداء)
تيم ميلر (بالإنجليزية: Tim Miller)‏ هو فنان أداء أمريكي، ولد في 22 سبتمبر 1958 في باسادينا في الولايات المتحدة.